# علي خليل الله الثاني
خليل الله الثاني علي كان الإمام التاسع والثلاثين لفرع قاسم شاه من الطائفة الإسماعيلية النزارية.
خلف خليل الله الثاني علي والده علي خليل الله الثاني عندما توفي الأخير في عام 1671 م، حتى وفاته في كانون الأول 1680 م. دُفن في مقبرة في ضريح سلفه، المستنصر بالله الثالث. كان خليل الله الثاني علي آخر إمام نزاري يقيم في أنجدان؛ نقل خليفته نزار شاه الثاني إقامته إلى قرية كهك القريبة.